# Baltemar Brito
Baltemar José de Oliveira Brito, noto semplicemente come Baltemar Brito (Recife, 9 gennaio 1952), è un allenatore di calcio ed ex calciatore brasiliano, di ruolo difensore, commissario tecnico della nazionale zimbabwese.